# Франсиско Серан
Франсиско Серан (на португалски: Francisco Serrão) (неизв. – 1521) е португалски мореплавател.
През февруари 1511 вицекраля на Индия Афонсу де Албукерке завладява Малака, заемащ стратегическо място на Малакския проток. През протока покрай града се движат стотици кораби, като португалците ги задържат, но не ги ограбват, а изискват всеки кораб да приеме на борда си по един португалец. По този начин те узнават пътищата към много от островите на Индонезия. През същата тази година португалците достигат до остров Ява и откриват истинския път до „Островите на подправките“ – Молукските о-ви. За тяхното откриване и изследване през ноември 1511 Албукерке отправя флотилия от три кораба, възглавявана от Антониу Абреу, като една от карабелите се командва от Франсиско Серан, братовчед на Фернандо Магелан.
Около бреговете на Ява, корабът на Серан претърпява корабокрушение и експедицията продължава на изток, а след това на север с два кораба. В началото на 1512 достига до южните брегове на островите Буру и Амбон. По стечение на обстоятелствата Серан с 10 моряка завладява пиратска джонка (голяма лодка) и се отделя от Абреу, който благополучно се завръща в Малака. След многочислени приключения, Серан и спътниците му се придвижват на север през Молукско море и в края на 1512 достигат до остров Тернате (0°47′ с. ш. 127°20′ и. д. / 0.783333° с. ш. 127.333333° и. д.), близо до западното крайбрежие на остров Халмахера, като по този начин те се оказват първите европейци, които достигат до „Островите на подправките“. Скоро Серан става военен съветник на султана на острова и му помага във военните действия против съседния остров Тидоре.
Серан пребивава на остров Тернате девет години, като за това време открива и посещава някои от островите в архипелага – Халмахера (най-големия, 17780 км2), Моротай (2°19′ с. ш. 128°32′ и. д. / 2.316667° с. ш. 128.533333° и. д., 1800 км2), Мотир, Макиан, Бачиан и други. освен това посещава и архипелазите Сула и Бангай, разположени в югозападната част на Молукско море. Може да се предполага, че е пребивавал и на северния и източен полуостров на остров Сулавеси. Някои факти позволяват да се предположи, че по време на своите морски скитания Серан достига на север и до остров Минданао.
Умира през 1521, същата година, в която намира смъртта си и неговият братовчед Фернандо Магелан 1000 км по на север, на Филипините.